# Садлово-Парцеле
Садлово-Парцеле (пол. Sadłowo-Parcele) — село в Польщі, у гміні Бежунь Журомінського повіту Мазовецького воєводства.
У 1975-1998 роках село належало до Цехановського воєводства.